# Los cautivos (libro de cuentos)
Los cautivos es el quinto libro de cuentos del escritor peruano Julio Ramón Ribeyro. Fue publicado en 1972 como parte del segundo tomo de La palabra del mudo y nunca salió como un libro individual.

## Cuentos
La obra está compuesta por doce cuentos:
- Te querré eternamente.
- Barbara.
- La piedra que gira.
- Ridder y el pisapapeles.
- Los cautivos.
- La primera nevada.
- La estación del diablo amarillo.
- Nada que hacer, monsieur Baruch.
- Los españoles.
- Papeles pintados.
- Agua ramera
- Las cosas andan mal, Carmelo Rosa.